# Piper villarrealii
Piper villarrealii är en pepparväxtart som beskrevs av Truman George Yuncker. Piper villarrealii ingår i släktet Piper och familjen pepparväxter. Inga underarter finns listade i Catalogue of Life.